# Халдейский патриархат
Халдейский патриархат (лат. Patriarchatus Chaldaeorum) — центральная церковная структура Халдейской католической церкви. В настоящее время Патриархом Халдейской католической церкви является архиепископ Луис Рафаэль I Сако. Собственной епархией Халдейского патриархата является Багдадская архиепархия.

## История
Патриархат Вавилона Халдейского берёт своё начало от епархии Селевкии-Ктесифона, которая была основана в третьем веке. В 1552 году в Ассирийской церкви Востока произошёл раскол. Халдейский епископ Юханнан Сулака в сопровождении нескольких францисканцев отправился к Римскому папе Юлию III, чтобы заключить унию с Римом. 20 апреля 1553 года Святым Престолом была образована католическая одноимённая епархия Селевкии-Ктесифона. В 1853 году Римский папа Пий VII возвёл епископа Иоанна Гомиздаса в ранг патриарха Вавилона Халдейского, преобразовав епархию Селевкии-Ктесифона в Патриархат.
Высшим учебным заведением Халдейского патриархата является папский колледж по философии и теологии, основанный в 1991 году и находившийся до 2003 года в Багдаде, когда он из-за сложной политической и общественной обстановки был переведён в город Эрбиль.
В августе 2021 на заседании Священного синода было принято убрать из названия патриархата упоминание о Вавилоне. Теперь он официально называется Халдейский патриархат.

## Источник
- Annuario Pontificio, Libreria Editrice Vaticana, Città del Vaticano, 2003, ISBN 88-209-7422-3